# Sainte-Thérèse
Pour les articles homonymes, voir Sainte-Thérèse (homonymie).
Sainte-Thérèse est une ville canadienne au Québec, chef-lieu de la MRC de Thérèse-De Blainville, dans la région des Laurentides. Elle se trouve à environ 30 kilomètres au nord-ouest de Montréal. En 2019, elle est classée 268e meilleure ville pour sa qualité de vie au Canada par le magazine Maclean's. Elle est aussi la 42e ville la plus peuplée du Québec avec 27 280 habitants en 2024.

## Toponymie
La ville commence son expansion sous la supervision d'une aristocrate, Marie-Thérèse Dugué de Boisbriand (1671-1744). Le patronat est confié à sainte Thérèse d'Avila, religieuse mystique espagnole très connue au XVIIe siècle. La paroisse Sainte-Thérèse est chapeautée par le plus haut clocher du Canada.

## Histoire

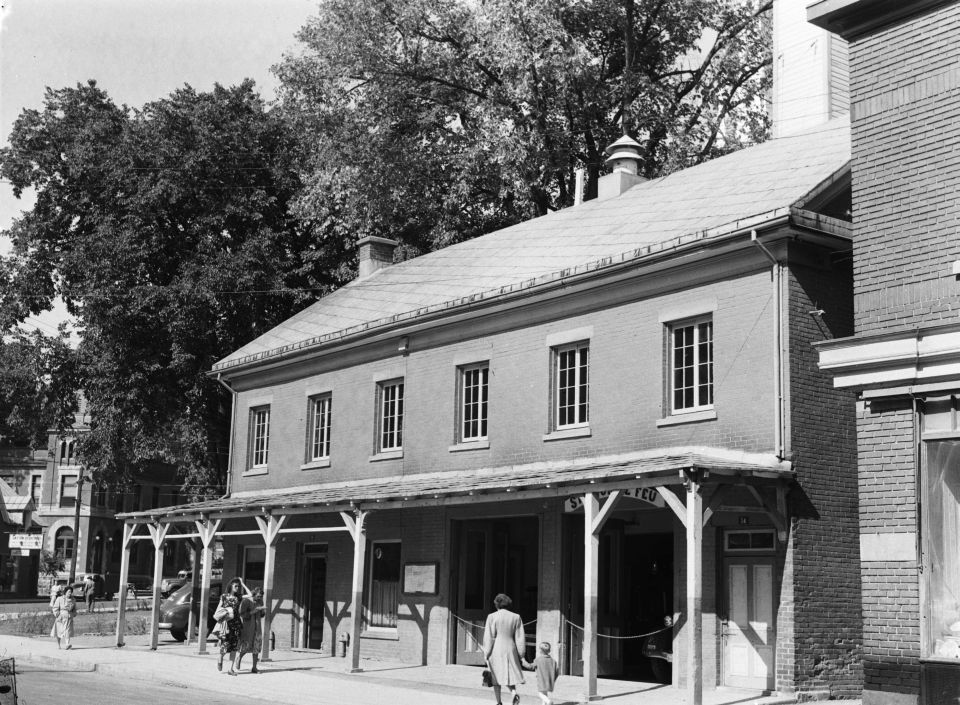
L'hôtel de ville de Sainte-Thérèse, le 28 septembre 1948.

Le 23 septembre 1683, en reconnaissance de ses services militaires, Joseph-Antoine Le Febvre de La Barre gouverneur de la Nouvelle-France, concède la seigneurie des Mille-Îles à Michel-Sidrac Dugué de Boisbriand. L'exploitation de neuf milles carrés débute en 1714 lorsque Marie-Thérèse Dugué de Boisbriand et son mari Charles Piot de Langloiserie prennent possession de la Seigneurie. En 1715, Piot de Langloiserie décède et sa femme, n'ayant pas l'énergie de s'occuper du travail de colonisation des terres, laisse les terres de la propriété à l'abandon.
Il faut attendre en 1743 alors que Suzanne de Langloiserie et son mari Jean-Baptiste Céloron de Blainville prennent possession des terres. Le 15 octobre 1789, Marie-Anne Thérèse de Blainville, à qui la Seigneurie de Blainville a été léguée conjointement avec sa sœur Marie-Hypolite de Blainville, inaugure la paroisse Sainte-Thérèse-d'Ávila.
Lors de son existence de 1847 à 1855, la municipalité du comté de Terrebonne tient son conseil à Sainte-Thérèse-de-Blainville. 
Le 1er juin 1849, le Village de Sainte-Thérèse voit le jour à la suite d'une demande de Louis Marteau, Paul Filiatrault et Joseph-Benjamin Lachaîne au Conseil des paroisses du comté de Terrebonne. Le Village de Sainte-Thérèse deviendra officiellement la Ville de Sainte-Thérèse en 1916.

### Héraldique
| Dieu ayde qui s'ayde |
| -------------------- |

| L'écu se blasonne ainsi : Écartelé: au 1, d'or à une croix d'azur chargée d'une rose argent, au 2, de sable à trois croissants d'argent, au 3, de sable à une rivière courante en barre d'argent, au 4, d'or à une croix d'azur. |

## Géographie
La ville de Sainte-Thérèse est située au carrefour de deux grands axes routiers, la 15 et la 640, à 23 kilomètres au nord de Montréal. 
La rivière Mascouche traverse le sud de la municipalité d'ouest en est.
À partir de son crénon, dans le nord-est de la municipalité, la rivière Saint-Pierre coule vers l'est.

## Démographie
| 1996   | 2001   | 2006   | 2011   | 2016   | 2021   |
| ------ | ------ | ------ | ------ | ------ | ------ |
| 23 477 | 24 269 | 25 224 | 26 025 | 25 989 | 26 533 |

## Administration
Les élections municipales se font en bloc et suivant un découpage de huit districts.
| Sainte-Thérèse Maires depuis 2003 |                   |                 |          |
| Élection                          | Maire             | Qualité         | Résultat |
| 2003                              | Élie Fallu        |                 | Voir     |
| 2005                              | Marc Laporte      | Maire-suppléant | Voir     |
| 2005                              | Sylvie Surprenant |                 | Voir     |
| 2009                              | Sylvie Surprenant | Voir            |          |
| 2013                              | Sylvie Surprenant | Voir            |          |
| 2017                              | Sylvie Surprenant | Voir            |          |
| 2021                              | Christian Charron |                 | Voir     |

## Arts et culture

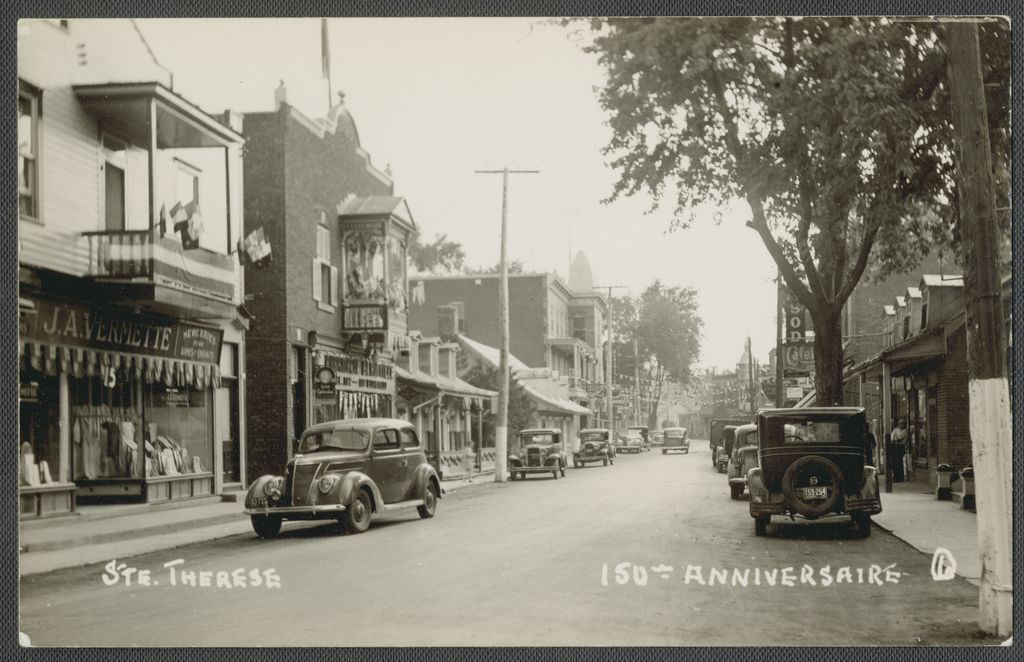
Sainte-Thérèse, carte postale, 1939

La personnalité dynamique et le leadership régional incontesté en matière d'arts et de culture ont naturellement amené Sainte-Thérèse à retenir le slogan « Ville d'arts et culture ».[réf. nécessaire]
Sainte-Thérèse dispose d’équipements et d’infrastructures artistiques et culturels majeurs : une bibliothèque municipale de haut calibre, un réputé programme de niveau collégial en théâtre et en musique du Collège Lionel-Groulx, des écoles à vocation musicale, un festival scolaire des Arts, une galerie d’art, une chorale de réputation internationale, un centre culturel et une importante salle régionale de spectacles.

### Patrimoine culturel
- Musée régional Thérèse-De Blainville
- Théâtre Lionel-Groulx
- Maison Lachaîne
- Centre des arts visuels J. Olindo Gratton
- Bibliothèque municipale
- Place du Village
- Centre culturel et communautaire Thérèse de Blainville
- L'usine de piano Lesage

### Festival Santa Teresa

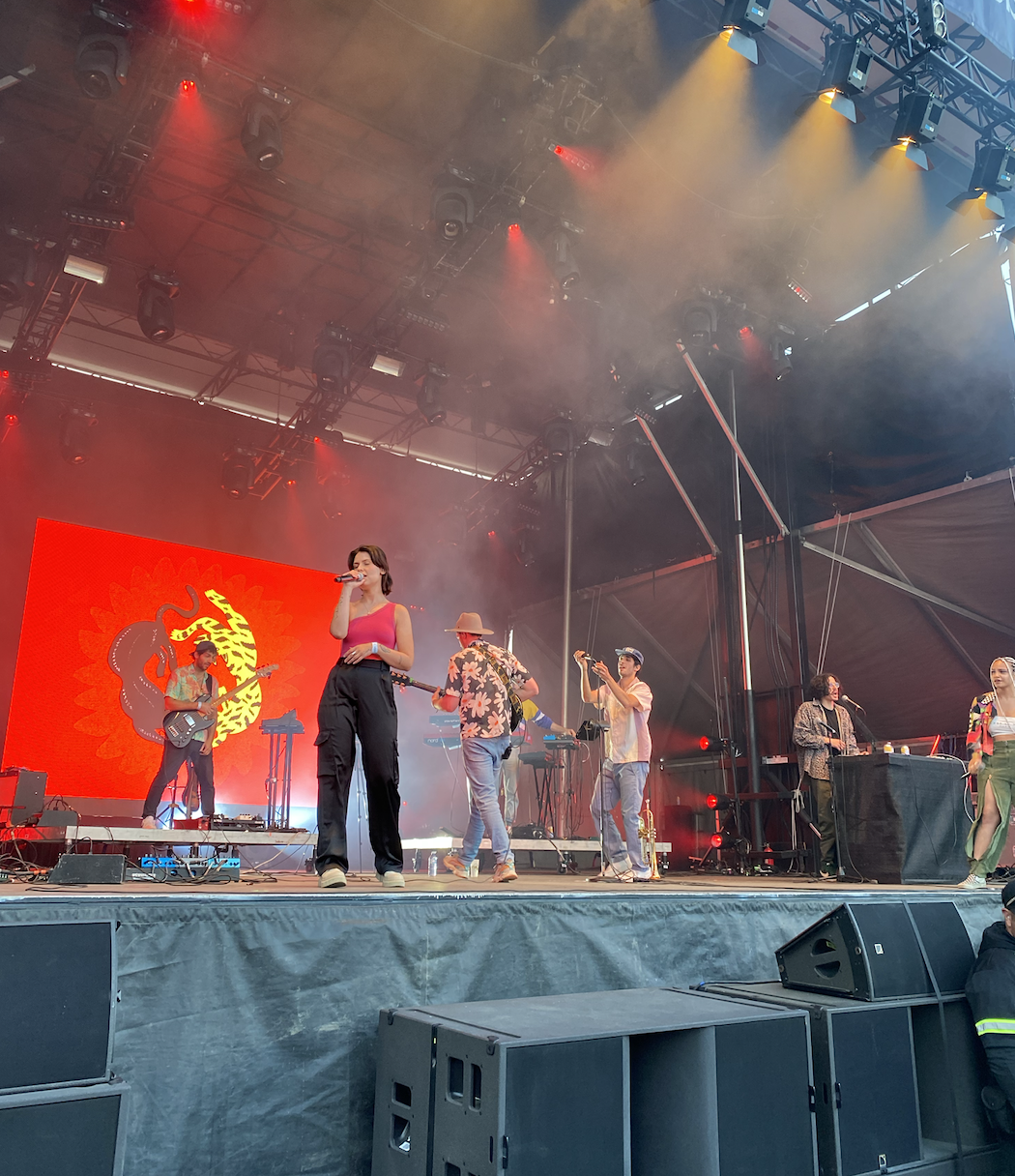
Clay and Friends sur scène lors de 7e édition du festival

La ville tient un festival de musique en plein cœur du centre-ville depuis 2017. L’essor du festival a fait en sorte que le fondateur, Julien Aidelbaum, et ses organisateurs ont pu présenter une grande variété d’artistes à travers les années comme Chet Faker (2018), Koriass (2019) et Clay & Friends (2020). Lors de l’évènement en 2018, l’annulation du spectacle de Lil Uzi Vert a créé une manifestation dans les rues de la ville de plus de 2 000 personnes.
Plus récemment, en raison de la pandémie de Covid-19 qui a frappé le monde entier, l’organisation a décidé de se tourner vers une version 100 % en ligne. Lors de la huitième édition, des têtes d'affiche telles que Karkwa, Ziak et Daniel Bélanger étaient présentes.

Le festival a attiré plus de 40 000 personnes depuis son inauguration.

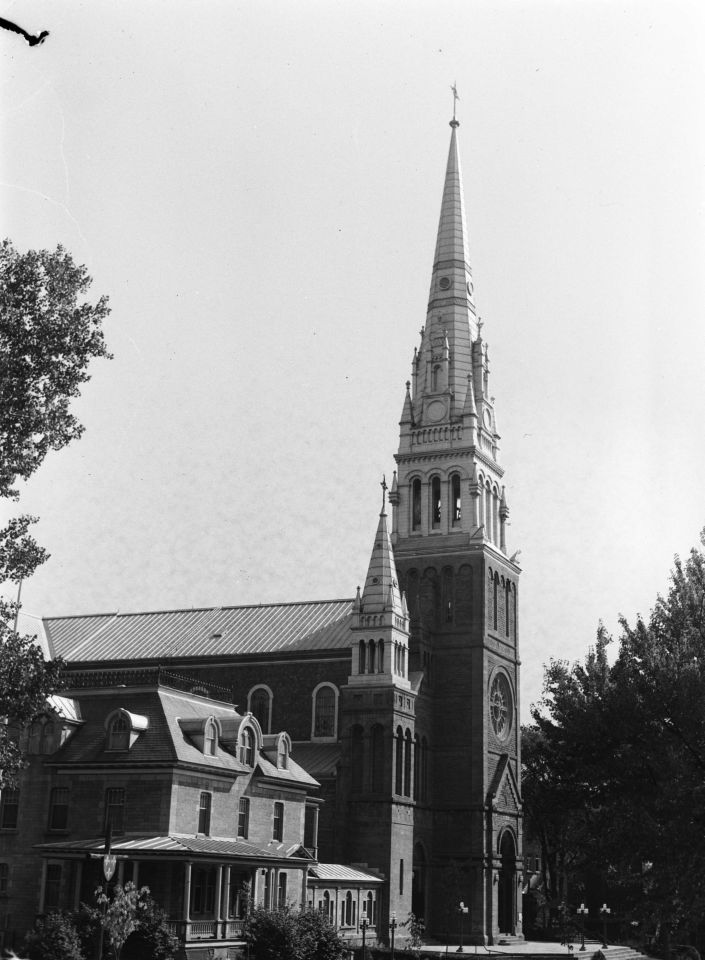
L'église et le presbytère de Sainte-Thérèse en 1948.

## Économie

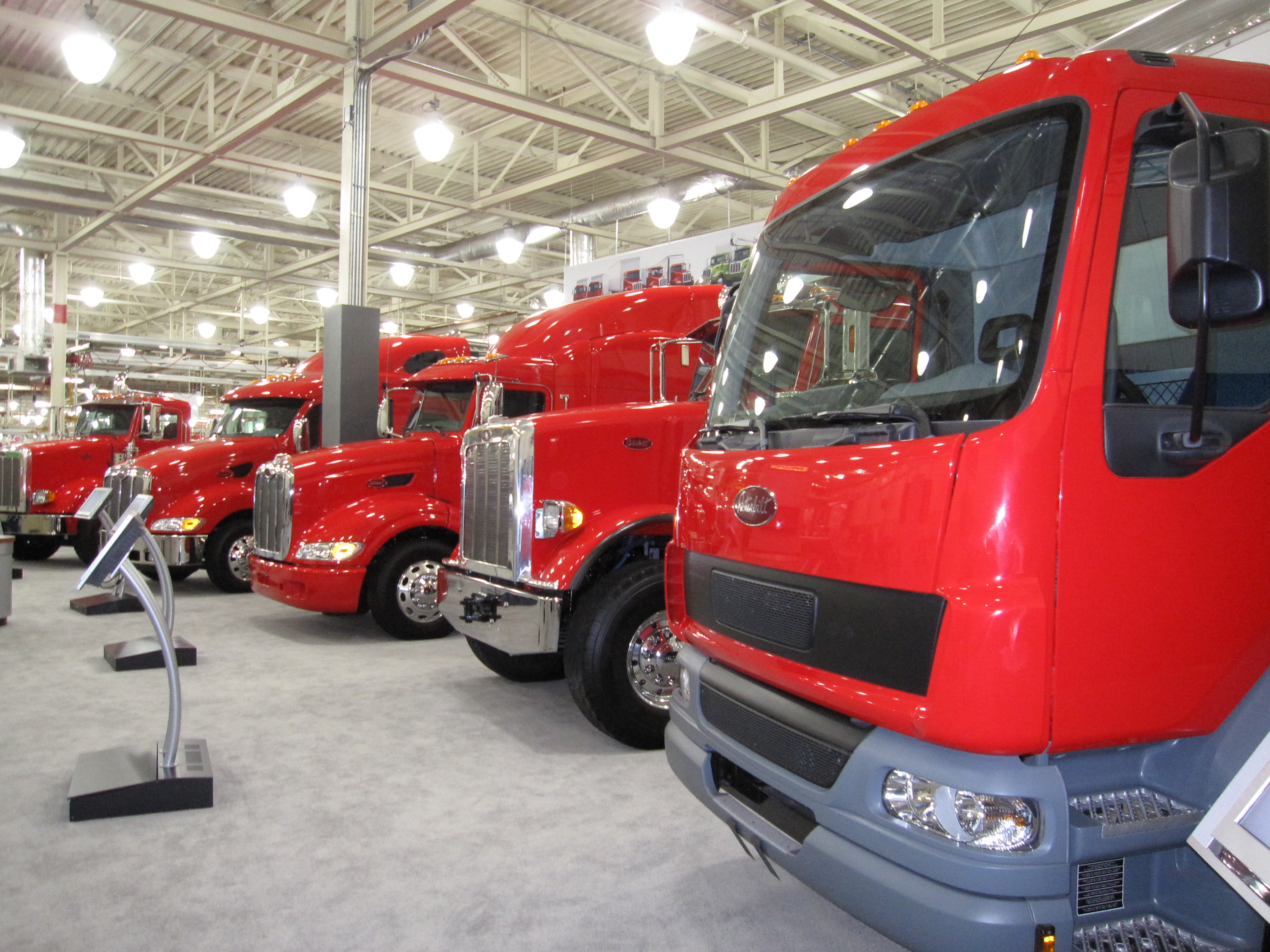
Les camions Peterbilt sont assemblées à Sainte Thérèse à destination de l'ensemble de l'Amérique du Nord.

Le fabricant de camions Paccar y possède depuis 1975 une usine d'assemblage pour ses marques Kenworth et Peterbilt. Les modèles qui sortent des chaînes de montage sont de catégorie 7. Sa capacité de production est de 120 camions par jour. Elle emploie environ 875 travailleurs en 2006.

## Éducation
La Commission scolaire de la Seigneurie-des-Mille-Îles administre les écoles francophones :
- Centre multiservice de Sainte-Thérèse (1997)
  - Pavillon Mgr-Philippe-Labelle (1960)
- CF des Nouvelles Technologies (2002)
- École Arthur-Vaillancourt (1959)[20]
- École du Trait-d'Union[21]
  - Pavillon Adolphe-Chapleau (1964)
  - Pavillon Charles-Ducharme (1952)
- École Le Tandem[22]
  - Pavillon Augustin-Charlebois (1951)
  - Pavillon Lionel-Bertrand (1960)
- École Saint-Pierre (1958)[23]
- École secondaire Saint-Gabriel 
  - Pavillon Notre-Dame (1928)
  - Pavillon Saint-Gabriel (1955)
- École Terre-Soleil (1973)[24]
- Polyvalente Sainte-Thérèse (1974)

Les écoles Plateau Saint-Louis et de la Renaissance à Blainville et secondaire Jean-Jacques-Rousseau à Boisbriand servent autres parties de la ville.
La Commission scolaire Sir Wilfrid Laurier administre les écoles anglophones:
- Pierre Elliott Trudeau Elementary School (servi a une partie de la ville) à Blainville (2001)[26]
- McCaig Elementary School (servi a une partie de la ville) à Rosemère (1956)[27]
- Rosemere High School (en) à Rosemère (1963)[28]

### Collège
- Collège Lionel-Groulx situé dans le vieux Sainte-Thérèse. (1967)[29]

## Jumelage
En 1987 la ville de Sainte-Thérèse signe un pacte d’amitié avec Annecy (Haute-Savoie, France) et en 1994, avec Lagoa (archipel des Açores, Portugal).

## Personnalités nées à Sainte-Thérèse
- Horacio Arruda, médecin, administrateur et directeur national de la santé publique.
- Louis Cabral, historien émérite
- Joseph-Adolphe Chapleau, premier ministre du Québec
- Paul-Émile Charbonneau, évêque de Hull
- Léonie Claude, compositrice
- Joseph-Olindo Gratton, sculpteur
- Denis Hardy, député de Terrebonne
- Louise Harel, députée d'Hochelaga-Maisonneuve de 1981 à 2008
- Pierre Harel, artiste né en 1944
- Damase Lesage, industriel de Sainte-Thérèse

## Personnalités liées à Sainte-Thérèse
- Charles-Auguste-Maximilien Globensky, homme politique, seigneur, industriel et homme d'affaires Québécois né à Saint-Eustache. Il fut étudiant en agriculture au Séminaire de Sainte-Thérèse et a participé au développement ferroviaire de la ville.